# Plantet (cépage)
Pour les articles homonymes, voir Plantet.
Le plantet, ou Seibel 5455, est un cépage noir qui était l'un des cépages hybrides créés par le médecin et sélectionneur français Albert Seibel. Bien que la filiation exacte du cépage soit inconnue, les théories les plus couramment admises sont soit un croisement de deux cépages Seibel, Seibel 867 x Seibel 2524, soit un Seibel 4461 croisé avec Berlandieri-Jacquez.
Le plantet est cultivé principalement dans la vallée de la Loire autour de l'Anjou et est connu pour ses rendements prolifiques. Il est généralement fiable et résistant aux maladies, produisant bien même après avoir souffert d'un gel printanier. Les baies ont tendance à être difficiles à écraser, ce qui a contribué au déclin des variétés dans la seconde moitié du XXe siècle.

## Histoire
Développé par le sélectionneur de cépages Albert Seibel à la fin du XIXe siècle, la filiation exacte du plantet est inconnue. Pendant la majeure partie du XXe siècle, le cépage a été l'hybride le plus planté en Val de Loire. Dans toute la France, le cépage a atteint son apogée en 1968 avec plus de 26 000 hectares, presque exclusivement dans la vallée de la Loire.
Pendant la seconde moitié du XXe siècle, le plantet a subi la même désaffection que tous les cépages hybrides en France (notamment le villard noir, le baco noir et d'autres). Des programmes d'arrachage de vigne qui comprenaient des paiements lucratifs et l'interdiction d'utiliser des cépages hybrides dans les vins d'Appellation d'Origine Contrôlée (AOC) ont contribué à une forte baisse du cépage. À la fin des années 1980, il y avait moins de 1 000 hectares de cette vigne dans toute la France.

## Viticulture
Le plantet a probablement été élevé par Seibel pour être une variété résistante à l'hiver. Les viticulteurs de la Loire et de nombreuses régions viticoles du nord de la France ont constaté que le cépage produisait toujours des rendements élevés malgré des hivers rigoureux et des gelées printanières tardives alors que de nombreuses autres variétés, en particulier celles de Vitis vinifera, peuvent être gravement endommagées. Il y a néanmoins une limite à cet avantage des baies plus difficiles à écraser.

## Synonymes
Selon le Vitis International Variety Catalogue, le plantet est connu sous les synonymes suivants :
- Pignoleta nera
- Pignoletta
- S 5455
- Seibel 5455
- Solara